# Peter Nedergaard
Peter Nedergaard (født 31. oktober 1957) er en dansk professor i statskundskab, der siden 2008 har været ansat ved Institut for Statskundskab ved Københavns Universitet. Nedergaard har været gæsteforsker og visiting research fellow på universiteter og institutter i USA og Tyskland og har været medlem af adskillige råd, nævn og kommissioner, og han var fra 1992 til 2009 ansvarshavende redaktør for tidsskriftet Økonomi & Politik. Han er Ridder af Dannebrogordenen og er registreret i Kraks Blå Bog.

## Uddannelse og karriere
I 1985 blev Peter Nedergaard færdig som cand.scient.pol. fra Institut for Statskundskab, Aarhus Universitet. Han blev siden i 1990 ph.d. i statskundskab fra samme institut med afhandlingen "EF's markedsintegration. En politisk økonomisk analyse". I 1980 var han blevet exam.art. i filosofi. I 1983-84 var Peter Nedergaard Robert Schuman-stipendiat i Europa-Parlamentets forskningsafdeling i Luxembourg samt stagiaire i landbrugskommissær Poul Dalsagers kabinet i Bruxelles.[kilde mangler]
Peter Nedergaard har tidligere været tilknyttet Copenhagen Business School som professor (mso), og før det fungerede han samme sted i en længere årrække som lektor og adjunkt. Han var i en årrække ude af det akademiske verden, hvor han bl.a. var kontorchef i internationalt kontor i Beskæftigelsesministeriet i forbindelse med det danske EU-formandskab i 2002. Nedergaards forskning fokuserer især på europæisk politik og europæisk integration med særligt henblik på erhverv-, indre marked-, klima-, landbrugs- og beskæftigelsespolitik i såvel de enkelte lande, som på EU-plan. I 2007 var Peter Nedergaard gæsteforsker (visiting scholar) på Stanford University, og i 2014 var han gæsteforsker ved Institut für Europäische Politik i Berlin. I 2018 var han visiting research fellow ved Walter Eucken Institut ved universitetet i Freiburg.[kilde mangler]
Ved siden af sit arbejde som forsker har Nedergaard gennem årene været medlem af en række råd, nævn og kommissioner, bl.a. Ankenævnet for Realkredit, Pengeinstitutankenævnet, Valgretskommissionen og udvalget om rådgiveransvar. Han var desuden i 1992-2009 ansvarshavende redaktør for tidsskriftet Økonomi & Politik, og han har redigeret serien Statskundskabens klassikere. I 2012-2022 var han formand for Selskabet for Historie og Samfundsøkonomi. Han er desuden med i 'editorial board' for det polske tidsskrift om europæisk politik, Przegląd Europejski. Han blev i 2011 optaget i Kraks Blå Bog, og den 30. september 2020 blev han tildelt ridderkorset af Dannebrogordenen.

## Bevillinger
Peter Nedergaard har fået flere store forskningsbevillinger, bl.a. fik han i 2004 1,8 mio. kr. af Statens Forskningsråd til et projekt om den åbne koordinationsmetode i EU, og i 2011 fik han godt 400.000 kr. til et projekt om det danske EU-formandskab i 2012. Herudover har Nedergaard modtaget forskningsbevillinger fra Københavns Universitet, Copenhagen Business School og fra private fonde. Senest har han i 2019-2020 udarbejdet et større forskningsprojekt for Global Education Network Europe - GENE - om policy learning i internationale netværk og i 2022 for Nordisk Ministerråd om det nordiske Netværk for Voksnes Læring.[kilde mangler]

## Forskning og udgivelser
Peter Nedergaards forskning omfatter mange politiske og økonomiske aspekter, eksempelvis koordinationen i EU, EU-formandskaber og ordoliberalismens indflydelse på europæisk integration. Resultaterne af Peter Nedergaards forskning er især blevet publiceret i internationale videnskabelige tidsskrifter som Journal of Common Market Studies, Journal of European Public Policy, Public Choice, Journal of European Integration, Scandinavian Political Studies, Cooperation and Conflict og Policy Studies. Herudover har han også gennem årene udgivet en lang række undervisningsbøger for gymnasiet og universitetet om bl.a. videnskabsteori, økonomi og politik i Kina, USA, Europa/EU og Tyskland.
Peter Nedergaard er reviewer for en række internationale forskningsfonde og tidsskrifter. Han er desuden en flittig skribent i dagspressen, ligesom han også ofte optræder i medierne som politisk ekspert og kommentator. Peter Nedergaard har udarbejdet 11 podcastudsendelser om alle aspekter af EU, som hidtil (2018) har haft omkring 30.000 lyttere.  Han blev også af Universitetsavisen i 2018 rangeret som den næstmest citerede forsker i medierne på hele Københavns Universitet.
Peter Nedergaard er initiativtager til etablering af Erik Rasmussen-prisen, som hvert andet år uddeles af Dansk Selskab for Statskundskab til en fremtrædende statskundskabsforsker. Prisen er den højeste pris inden for statskundskaben i Danmark, og den er navngivet efter dansk statskundskabs ”founding father”, professor Erik Rasmussen, som i sin tid etablerede studiet på Aarhus Universitet.
Peter Nedergaard er også initiativtager til udarbejdelsen af ”Routledge Handbook of the Politics of Brexit”, som udkom i 2018 med Professor Ben Rosamond og lektor Patrick Diamond som medredaktører. Herudover er Peter Nedergaard initiativtager til udarbejdelsen af 'The Oxford Handbook of Danish Politics', der udkom på Oxford University Press i 2020, og som er det hidtil mest omfattende internationale værk om dansk politik. Professor Peter Munk Christiansen og professor Jørgen Elklit er medredaktører på denne publikation. I 2022 udgav og redigerede han sammen med professor Werner Bonefeld og professor Thomas Biebricher bogen 'The Oxford Handbook of Ordoliberalism' på Oxford University Press. I 2025 udgav han bogen 'Stat versus marked. Ordoliberalismen i teori og praksis i Tyskland og Europa' på Djøf Forlag.
I løbet af de seneste år har Peter Nedergaard indspillet adskillige podcasts om europæisk politik. En af disse podcastserie handler om franske og britiske statsledere efter 1945, en anden podcastserie handler om EU-politikkens mange forgreninger  og en tredje podcastserie handler om Tyskland.

## Undervisning
Peter Nedergaard har bl.a. undervist i Videnskabsteori og Metodologi, tysk politik, almen statskundskab og i EU's Politiske Økonomi.